# Рижани (Житомирський район)
Ри́жани — село в Україні, у Житомирському районі Житомирської області. Входить до складу Хорошівської селищної громади. Населення становить 875 осіб.

## Герб
У лазуровому щиті з підвищеною золотою базою, обтяженою лазуровими літерами "1501", сходить золоте сонце без зображення обличчя, з такими ж променями, поверх яких червоний сніп і лазурова шабля, покладені в косий хрест.

## Географія
Географічні координати: 50°39' пн. ш. 28°30' сх. д. Часовий пояс — UTC+2. Загальна площа села — 24,6 км².
Рижани розташовані в межах природно-географічного краю Полісся і за 8 км від центру громади — міста Хорошів. Найближча залізнична станція — Нова Борова, за 13 км. Через село протікає річка Ірша.

## Історія
В Люстрації Київської землі за 1471 рік згадується Грежаний двор недалеко від Житомира, в якому 7 данників, 8 волів,4 корови, 7 свиней, сіють жито, також записані Грижани з присілками.
Згадується в актах Литовської метрики від 1501 року під назвою Грежань, в інших документах — також під назвами Резань або Грижани. У XVI столітті селище було центром волості, яка належала литовським магнатам Сапегам. У 1549 році князь Семен-Фрідріх Пронський отримує Грижани та землі волості з селами Солодирі та Горошки в заставу від Гліба Івановича Сапеги. По смерті Семена Пронського маєток у Грижанах переходить у власність сина Олександра-Фрідріха Пронського, на честь якого Горошки певний час називаються Олександрополем. Ще за життя Олександра Пронського розпочинаються судові процеси з Левом Сапегою щодо права власності на маєтки у Грижанах та Олександрополі, а по його смерті у 1595 році продовжуються його спадкоємцями. З 1607 року волость переходить у власність литовських магнатів Сапег, які перенесли свою резиденцію до селища під назвою Хорошки або Горошки (нині — Хорошів).

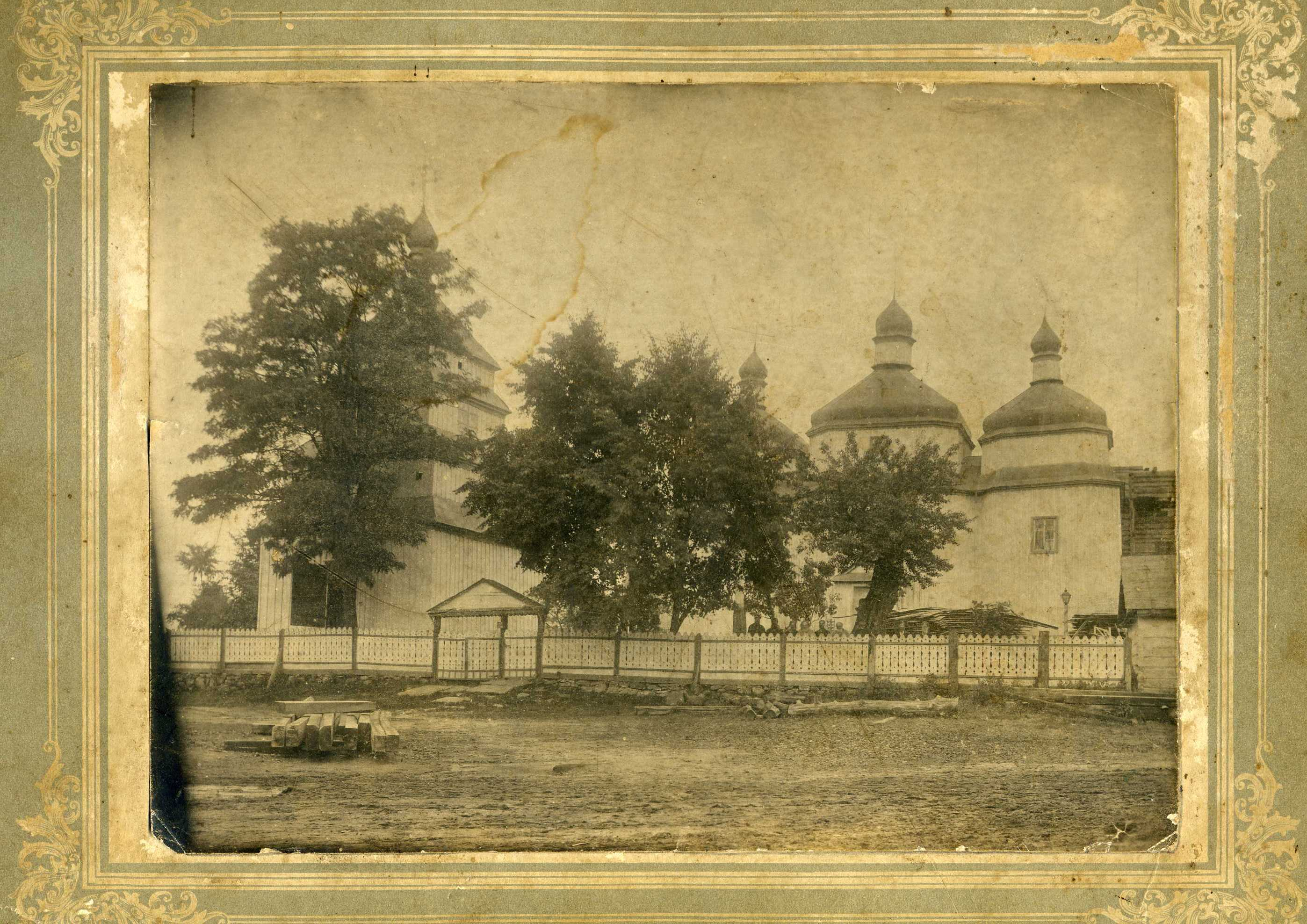
Церква Різдва Богородиці, с. Рижани. 1912 рік.

3 листопада 1921 року упродовж Листопадового рейду через Рижани проходила кінна сотня Антончика Подільської групи (командувач Сергій Чорний) Армії Української Народної Республіки.
У 1932–1933 роках Рижани постраждали від Голодомору. За свідченнями очевидців кількість померлих склала щонайменше 14 осіб.
Упродовж німецько-радянської війни участь у бойових діях брали 309 місцевих жителів, з них 195 осіб нагороджені орденами і медалями. З часів війни біля с. Ришавка збереглися залишки ДОТу, що у 1941 входив до складу Коростенського укріпрайону Червоної Армії.
На початку 1970-х років у селі діяли центральна садиба колгоспу «Росія», середня школа, клуб, бібліотека із книжковим фондом 9189 примірників, фельдшерсько-акушерський пункт, відділення зв'язку, дитсадок і дит'ясла.
У жовтні 2017 року введено знову у експлуатацію міст над річкою Ірша, ремонт якого тягнувся з 2010 року.

## Населення
За даними перепису 2001 року населення села становило 1168 осіб, з них 97,95 % зазначили рідною українську мову, 1,97 % — російську, а 0,08 % — білоруську.

## Соціальна сфера
- Рижанський ліцей (вул. Кутузова, 44)[10]

## Пам'ятки
- 1967 року встановлено пам'ятник радянським воїнам, які загинули упродовж німецько-радянської війни[3].
- Давиди — ботанічний заказник місцевого значення.
- Алея верб — ботанічна пам'ятка природи місцевого значення.

## Відомі люди
- Батюк Яків Петрович (1918-1943) — Герой Радянського Союзу.

Тимофій Науменко Олексійович(2010 - ...   )—головний рибак в селі
Євдокимов Вадим Володимирович(2010- ...) — головний браконьєрів в селі
Назар Мартинюк Павлович (2010-...)
—Головний веслогреб в селі
Писаренко Павло (2010-...)
— головний шутник
Проботюк Ілля Олександрович(2010-..)
—головний рибак на подсаке в селі
Денис Наумович(2009-..)
—головний чушпан в селі